# Hardin (Kentucky)
Hardin é uma cidade localizada no estado americano de Kentucky, no Condado de Marshall.

## Demografia
Segundo o censo americano de 2000, a sua população era de 564 habitantes.
Em 2006, foi estimada uma população de 575, um aumento de 11 (2.0%).

## Geografia
De acordo com o United States Census Bureau tem uma área de
1,5 km², dos quais 1,5 km² cobertos por terra e 0,0 km² cobertos por água. Hardin localiza-se a aproximadamente 134 m acima do nível do mar.

## Localidades na vizinhança
O diagrama seguinte representa as localidades num raio de 32 km ao redor de Hardin.